# هاري موريس
هاري موريس (بالإنجليزية: Harry Morris)‏ (25 نوفمبر 1897 المملكة المتحدة - 1 ديسمبر 1985 سان ماتيو الولايات المتحدة) هو لاعب كرة قدم بريطاني سابق كان يلعب كمهاجم.